# Soujutsu
Soujutsu er en japansk kampkunst, der benytter våbnet Yari (Japansk spyd)[kilde mangler].